# Pärlor Från Svin
Pärlor Från Svin är ett musikalbum av Fläskkvartetten som släpptes 1995. 
"Pärlor från svin" är en soundtracksamling, bland annat med musiken från Daniel Alfredsons TV-film "Den täta elden" och Riksteaterns "Peer Gynt".

## Låtlista[1]
1. Petra  3:25
2. Wet Woman  5:35
3. Haegsta  1:59
4. Innocent  3:33
5. Nordstjernan  1:50
6. Alex  3:33
7. Andra Satsen  2:55
8. Dovregubben  0:58
9. Deep A  2:40
10. Skuggan  2:01
11. Moe  3:01
12. Blomman  2:06
13. Don't Surrender  22:24

- 1,6,9,12 från - "Den Täta Elden", TV-film av Daniel Alfredson.
- 2 från - "Wet Woman", dansfilm av Mads Ek.
- 3,7,8 från - "Peer Gynt" teaterproduktion av Ole Anders Tandberg.
- 5 från - "Svinet", TV-film av Bengt Johansen.
- 10 från - "Dockpojken", film av Hilda Hellwig.
- 11 från - "Eggs", Norsk film av Bent Hamer.
- 13 från - "Upper Cut", Dansk film av Chear Geurtzi.

All musik är komponerad av Fläskkvartetten

## Musiker[1]
- Fläskkvartetten
  - Jonas Lindgren – violin
  - Örjan Högberg – viola
  - Mattias Helldén – cello
  - Sebastian Öberg – cello
- Freddie Wadling - distade ord i mitten på 13.
- Lars Åkerlund - Synt på 13.